# Seán Ó Riada
Seán Ó Riada (engl. John Reidy; * 1. August 1931 in Adare, County Limerick; † 3. Oktober 1971 in London) war als Komponist und Bandleader eine einflussreiche Persönlichkeit der Renaissance der traditionellen irischen Musik in den 1950er und -60er Jahren, nicht zuletzt durch seine Band Ceoltóirí Chualann, seine Kompositionen und Radiosendungen.

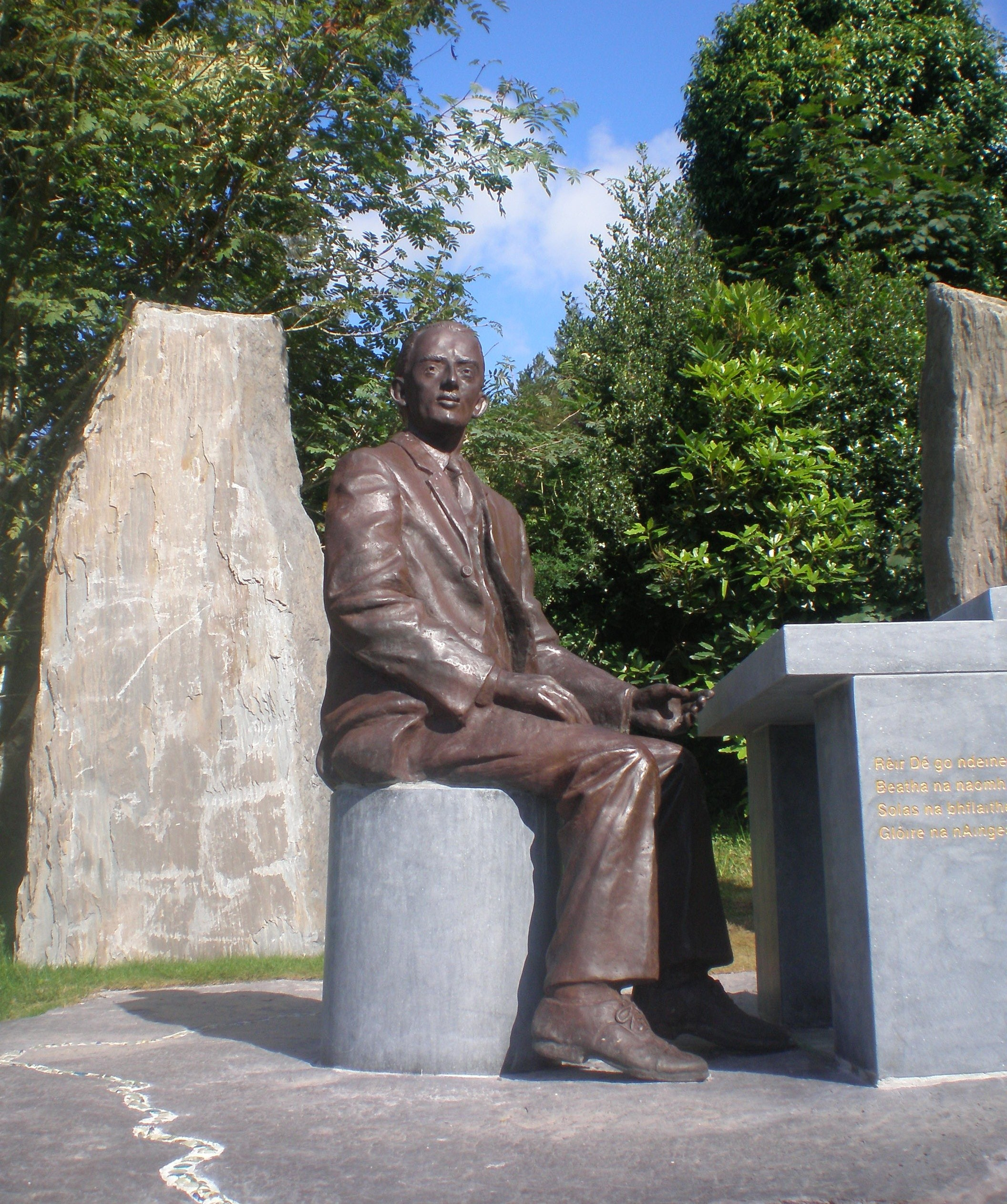
Denkmal für Seán Ó Riada in Cúil Aodha

## Stationen
Zunächst spielte er Geige und studierte klassische Musik in Cork. 1952 wurde er Vizedirektor bei Radio Éireann. Im Jahr darauf heiratete er Ruth Coughlan und verdiente sein Geld als Pianist in verschiedenen Dancebands. Gleichzeitig  studierte er bei Aloys Fleischmann Komposition. 1955 verließ er seine Familie (Sohn Peadar war gerade geboren) und ging nach Paris. Dort schrieb er avantgardistische Stücke. In den nächsten zehn Jahren schrieb er Orchesterstücke, sogenannte „Nomos“, von denen allerdings keines mehr als ein Mal aufgeführt wurde.

## Zurück in Irland
Seine Frau fand ihn in Armut und holte ihn mit Hilfe Verwandter zurück nach Irland. Dort wurde er dann für fünf Jahre Direktor des Abbey Theatre in Dublin. Zu dieser Zeit änderte er seinen Namen von John Reidy in die irischsprachige Form Seán Ó Riada. Als klassischer Komponist lag seine Stärke in der Musik für Theater und Film. Er schrieb die Musik für einen Dokumentarfilm von George Morrison Mise Éire (Ich bin Irland) im Jahre 1959, in dem es um die Gründung des Staates Irland geht. Durch dieses Stück erhielt er landesweite Anerkennung und es eröffnete ihm die Möglichkeit zu einer eigenen Radiosendung mit dem Titel Our Musical Heritage (Unser musikalisches Erbe), in der er die traditionelle irische Musik in irischer Sprache propagierte.

## Musik
Von 1961 bis 1969 war Seán Kopf der Formation Ceoltóirí Chualann. Obwohl sie in dunklen Anzügen mit Krawatte auftraten, spielten sie traditionelle Stücke. Seán spielte in dieser Formation u. a. die Bodhrán, ein fast ausgestorbenes Schlaginstrument. Die weitere Besetzung: Uilleann Pipes, zwei Geigen, ein Akkordeon, Flöte, Tin Whistle, Gesang, Bones. Zudem hätte er gern eine Cláirseach (alte irische Harfe) in der Band gehabt. Da diese jedoch kaum aufzutreiben waren, spielte er Cembalo, welches im Klang der Cláirseach am nächsten kam. In Irland war es üblich, die traditionelle Musik jeweils auf Soloinstrumenten zu hören, so war Ó Riadas Art der Arrangements für Ceoltóirí Chualann neu für die Ohren der Iren.
Die Mitglieder von Ceoltóirí Chualann entsprachen im Grunde denen der 1962 von Paddy Moloney gegründeten Chieftains, die mehr Erfolg verbuchen konnten.
Von 1963 bis zu seinem Tod lehrte er am University College Cork.
1964 zog Ó Riada nach Cúil Aodha im Westen des Countys Cork, einem irischsprachigen Gebiet (Gaeltacht). Er rief den Männerchor „Cor Chúil Aodha“ ins Leben und wandte sich der Kirchenmusik zu. Seine bekannteste Komposition wurde Mná na hÉireann (Irische Frauen), später mehrfach interpretiert von den Chieftains (u. a. für den Film Barry Lyndon), von Kate Bush, Mike Oldfield, den Dubliners, Wolfetones, Christy Sheridan u. v. a.
In seinen letzten Jahren stieg Seán zu großem Ruhm auf, bewegte sich in politischen Kreisen, aber der Alkohol machte ihm und seiner Frau Ruth immer wieder zu schaffen. Letztendlich erkrankte er an Leberzirrhose und starb daran im King’s Hospital, London, am 3. Oktober 1971, im Alter von 40 Jahren. Sein Grab befindet sich in Baile Bhuirne, County Cork. Auf seiner Beerdigung spielte Willie Clancy die Uillean pipes.
Anlässlich der 40. Wiederkehr seines Todestages veröffentlichte Gael Linn eine 3-CD-Box unter dem Titel „Seoda an Riadaigh“ mit seinen Film-Musiken „Mise Éire“, „Saoirse?“, „An Tine Bheo“ und „Ceol na Laoi“, einer Auswahl an Stücken mit Ceoltóiri Chualann sowie der bislang auf CD nicht erhältlichen Filmmusik von „Playboy of the Western World“.

## Filmografie
- 1965: Cassidy, der Rebell (Young Cassidy)

## Diskografie
- Ceolta Éireann (Songs & Airs of Ireland). Gael Linn Records, 1958; mit Tomás Ó Súilleabháin
- Mise Éire (Ausschnitte, dazu „Saoirse?“ und „An tine bheo“). Shanarchie Records 34004, 1992
- Ó Riada’s Farewell. Claddagh Records CC12CD, 1971
- Ceol an Aifrinn / Aifreann 2. Gael Linn ORIARDACD02, 2006
- Mise Éire (komplett). Gael Linn ORIARDACD03, 2006
- Seoda an Riadaigh (3-CD-Box). Gael Linn ORIADACD06, 2011
- Seán Ó Riada’s Orchestral Works (RTÉ National Symphony Orchestra/RTÉ Concert Orchestra). RTÉlyric.fm CD136, 2012
- Port na bPucaí (Soloaufnahmen 1966 bis 1971). Gael Linn, ORIADACD07, 2014

Aufnahmen mit Ceoltóirí Chualann
- siehe The Chieftains

## Bibliografie
- Charles Acton: „Seán Ó Riada: The Next Phase“, in: Éire-Ireland 2 (1967) 4, pp. 113–22.
- Charles Acton: „Interview with Seán Ó Riada“, in: Éire-Ireland 6 (1970) 4, pp. 106–15.
- Aloys Fleischmann: „Seán Ó Riada“, Counterpoint: The Magazine of the Music Association of Ireland, November 1971, pp. 12–14; Cork Evening Echo, 11 October 1971, p. 3; The Cork Examiner, 27. September 1991, p. 8.
- Bernard Harris & Grattan Freyer: Integrating Tradition: The Achievement of Seán O Riada (Ballina: Irish Humanities Centre & Keohanes, and Chester Springs, Penn.: Dufour Editions, 1981); ISBN 0-906462-04-5.
- Thomas Kinsella & Tomas Ó Cannain: Our Musical Heritage (Dublin: Dolmen Press, 1982); ISBN 0-85105-389-0.
- Tomás Ó Canainn / Gearóid Mac an Bhua Gerard Victory: Seán Ó Riada: A Shaol agus a Shaothar (Blackrock, Co. Dublin: Gartan, 1993); ISBN 1-85607-090-5.
- Harry White: The Keeper's Recital: Music and Cultural History in Ireland 1770–1970 (Cork: Cork University Press, 1998); ISBN 1-85918-171-6.
- Tomás Ó Canainn: Seán Ó Riada: His Life and Work (Cork: Collins Press, 2003); ISBN 1-903464-40-4.
- Harry White: „Ó Riada, Seán“, in: The Encyclopaedia of Music in Ireland, ed. H. White & B.Boydell (Dublin: UCD Press, 2013), vol. 2, p. 803–6; ISBN 978-1-906359-78-2.